# 앤서니 아지지
앤서니 아지지(Anthony Azizi, 1969년 5월 29일 ~ )는 미국의 배우이다.

## 출연 작품
- 이스케이프 플랜: 코드네임 제로 (2016)
- 지미 베스트부드: 아메리칸 히어로 (2016)
- 악의 도시 (2015)
- 지.지.지 (2011)
- 트랜스포머 3 (2011)
- 프리스트 (2011)
- 이글 아이 (2008)
- 리스트커터스 - 러브 스토리 (2006)
- 이엠알 (2004)
- 셉템버 테입 (2004)
- 공주와 해병 (2001)
- 베놈 (2001)
- 바탈리언 (2001)

### 텔레비전
- 커맨더 인 치프 (2005-06)
- 위기의 주부들 (2006)
- 로스트 (2008-10)
- 프리즌 브레이크 (2009)